# Barrowford
Barrowford is een civil parish in het bestuurlijke gebied Pendle, in het Engelse graafschap Lancashire met 6171 inwoners.